# 604
| [ Edytuj tabelę ]          |                                          |
| Cesarz Bizancjum           | - 602 Fokas 610                          |
| Cesarz Chin                | - 581 Sui Wendi 604 - 604 Sui Yangdi 618 |
| Król Essexu                | - 587 Sledda 604 - 604 Saebert 616       |
| Król Franków               | - 584 Chlotar II 629                     |
| Król Franków w Austrazji   | - 595 Teudebert II 612                   |
| Cesarz Japonii             | - 592 Suiko 628                          |
| Król Kentu                 | - 560 Ethelbert I 616                    |
| Patriarcha Konstantynopola | - 596 Cyriak II 606                      |
| Władca Korei               | - 590 Yŏngyang 618                       |
| Król Longobardów           | - 590 Agilulf 616                        |
| Papież                     | - 590 Grzegorz I 604 - 604 Sabinian 606  |
| Król Persji                | - 590 Chosrow II Parwiz 628              |
| Król Wizygotów             | - 603 Witeryk 610                        |

Rok 604 / DCIV
stulecia: VI wiek ~
VII wiek ~
VIII wiek

lata: 594 «
599 «
600 «
601 «
602 «
603 «
604
» 605
» 606
» 607
» 608
» 609
» 614

## Wydarzenia
- 13 września – Sabinian został papieżem.
- W Japonii miała miejsce reforma polityczna: Konstytucja Siedemnastu Artykułów przypisywana księciu Shōtoku, nigdy jednoznacznie nie zniesiona.

## Zmarli
- 12 marca – papież Grzegorz I Wielki
- 26 maja – Augustyn z Canterbury – pierwszy arcybiskup Canterbury nazywany apostołem Anglii.
- 4 listopada – Yohl Ik’nal, majańska królowa miasta Palenque
- Aryg – francuski biskup katolicki
- Sledda z Esseksu – władca anglosaskiego Królestwa Essex
- Sui Wendi – cesarz chiński w latach 581–604, założyciel dynastii Sui, który ponownie zjednoczył podzielone od ponad trzech wieków Chiny
- Teliaw – święty kościoła celtyckiego i katolickiego